# DEFB103A
DEFB103A‏ (Defensin beta 103B) هوَ بروتين يُشَفر بواسطة جين DEFB103A في الإنسان.